# ガイサル鉄道事故
ガイサル鉄道事故（ガイサルてつどうじこ）とは、1999年8月2日にインドで発生した鉄道事故である。2500人の乗客を乗せた2本の列車がアッサム州・グワーハーティーから310マイルの地点にあるガイサルの僻地の駅で衝突した。列車は高速で衝突したため衝撃で爆発し、少なくとも290人が死亡した。

## 事故の経過
事故は8月2日の午前1時30分ごろにニューデリー発のアワディ・アッサム・エクスプレスが駅に停車中に発生した。国境地域に向かう兵士や公安警察を乗せ満員のディブルガル発のブラマプトラ・メールが非常に高速で走行中に信号機の現示ミスにより急行列車と同一の線路を走行した。どちらの列車の乗客も信号扱所にいた人々も、ブラマプトラ・メールがアワディ・アッサム・エクスプレスと正面衝突するまで異常に気付かなかった。アワディ・アッサム・エクスプレスの機関車は空高く投げ上げられ、両列車の乗客は爆発の力により近隣の建物や敷地に吹き飛ばされた。

## 原因
線路を倍に増設する工事が進行中だったためキシャンガンジ駅 (Kishanganj station) にある4本の線路のうち3本が閉鎖されていた。残りの1本の線路で、通常は4本の線路で捌く1日に31本の列車を運転していた。この工事が進行中のため軌道回路と連動装置のどちらも駅では動作していなかった。軌道回路は駅長や列車の運転士が前方に列車がいることを知ることができる電気的な装置である。線路と連動する信号機は停止現示のままになり、事実上それらの信号機は駅長が許可しない限り進行現示に変わらないことを意味する。信号機の現示はリレー室から変更できるが、リレー室は駅長と信号技師が共同で開放するしか方法はない。そのような状況では、線路上の分岐器はクランクハンドルを使う方法で手動で設定しなければならなかった。各駅にあるクランクハンドルを駅長の指示により手作業で回して分岐器の開通方向を設定し、それから鎖錠しなければならない。これらの動作を完了させるまでに約30分かかる。
キシャンガンジ駅の助役 (ASM) のS P チャンドラ (S P Chandra) はその後、8月1日にアワディ・アッサム・エクスプレスを誤った線路（下り線）に進入させたと認めたことがChief Commissioner Railway Safety (CCRS)の予備調査報告書により明らかになった。事故直後からチャンドラは姿をくらませていたが、8月10日にカティハル (Katihar) で逮捕された。

## 救助作業
線路は残骸により塞がれた。また、火災が発生し、破壊された車両や駅舎で猛威をふるった。列車内に閉じ込められていた多くの負傷者が死亡したため、ガイサルの救助隊はすっかり圧倒された。多くの車両や援助部隊はコルカタから事故現場に到着するまでに14時間かかった。しかしそれまでに彼らが助けることができた多くの人々がすでに死亡していた。救助隊に救助された人々はキシャンガンジとイスラムプルの病院へ搬送された。これらの病院もまた災害の規模に圧倒された。
翌日降った大雨により、火災は鎮火した。そして救助隊は原形をとどめていない列車の12両の客車を切り離し車内の遺体の身元確認をしようとした。多くの遺体は見分けがつかずまったく身元が判別できなかった。

## 総死者数
公式に発表された事故による総死者数は285人とされ、負傷者は300人以上とされた。非公式な統計は90人の兵士を含む1000人以上またはそれよりもっと多くの人々が死亡し、その理由は事故に巻き込まれた7つの一般的なコンパートメントにはそれぞれ72席しかなかったがそれら全ては定員を超えて多くの人々が乗車し混雑していたためであると主張した。さらに公式に発表された死者数にさえ含まれなかった切符を持たない乗客が多数乗車していた。最悪だったのは事故と火災の性質により列車に乗っていたかもしれない切符を持たない多数の乗客を含む遺体の身元が判別できなかったことである。列車自身よりも軍用列車が運搬する爆薬が事故後の爆発の原因であるという説もある。この説はインド軍によって否定されたが、論争の的となる問題として残っている。
ガイサル駅の駅長は後に自殺した。

## その他のインドの鉄道における大惨事
この事故は1995年のフィロザバード鉄道事故以降では、最大で800人が死亡したと報告された1981年の1981年ビハール州列車転落事故に匹敵するインドの鉄道史上最悪の事故となった。